# 生化工程

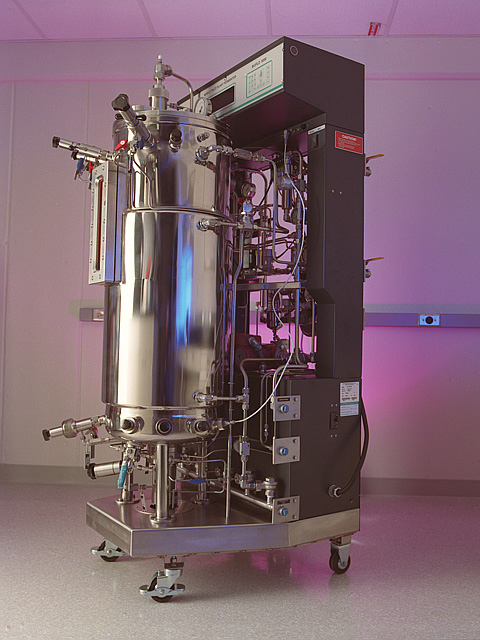
生物反應器

生化工程（英語：biochemical engineering），亦稱生物技術工程（biotechnology engineering）或生物程序工程（bioprocess engineering）等，是化學工程的一門分支，主要致力於設計並建立包含生物有機體或分子的單元製程，例如生物反應器。生化工程被運用於石油工業、食品、製藥、生物技術以及廢水處理工業等領域。